# Gramontové

Erb Gramontů

Gramontové jsou stará francouzská šlechtická rodina, jejíž jméno je spojeno s hradem Gramont (španělsky: Agramont) v baskické provincii Dolní Navarra ve Francii.

## Významní členové
- Antoine III. de Gramont (1604–1678), vojenský důstojník a diplomat, s titulem Maréchal de France (1641).
- Catherine Charlotte de Gramont (1639–1678), kněžna de Monaco a milenka Ludvíka XIV., dcera Antoina III. de Gramont.
- Guy Armand de Gramont, hrabě de Guiche (1637–1673), významný dobrodruh a bonviván. Otevřeně bisexuální, byl milencem prince Filipa Francouzského a (údajně) také Filipovy manželky, Henrietty Anglické. Syn Antoine III., bratr Catherine Charlotte.
- Antoine V. de Gramont (1671–1725), vévoda de Gramont (také duc de Guiche), Maréchal de France (1724), vnuk Antoina III. de Gramont.
- Louis z Gramontu (1689–1745), poražený v bitvě u Dettingenu a zabit v bitvě u Fontenoy, syn Antoina V. de Gramont.
- Eugénie de Gramont (1788–1846), náboženská postava, vnučka Antoina Adriena, hraběte de Gramont (1726–1762).
- Antoine Geneviève Héraclius Agénor de Gramont (1789–1854), vévoda de Gramont, dvořan s blízkými vztahy s Bourbony, pravnuk Antoina V. de Gramont.
- Agénor de Gramont, 10. vévoda z Gramontu (1819–1880) a kníže z Bidache, francouzský diplomat a státník, syn Antoina Geneviève Héraclia Agénora de Gramont.
- Agénor de Gramont, 11. vévoda z Gramontu (1851–1925) a kníže z Bidache, francouzský voják, syn 10. vévody z Gramontu.
- Antoine Alfred Arnaud Xavier Louis de Gramont (1861–1923), hrabě, francouzský vědec.
- Élisabeth de Gramont (1875–1954), vévodkyně z Clermont-Tonnerre, francouzská spisovatelka.
- Armand de Gramont, 12. vévoda z Gramontu (1879–1962), francouzský šlechtic, vědec a průmyslník, bratr Élisabeth.
- Louis de Gramont (1854–1912), syn Ferdinanda, francouzský dramatik a libretista.
- Louis René Alexandre de Gramont (1883–1963), hrabě de Gramont, syn Agénora de Gramont (1851–1925), Komandér Řádu čestné legie a nositel Válečného kříže 1914–1918.
- Henri de Gramont, 13. vévoda z Gramontu (1907–1995), francouzský šlechtic.
- Gabriel Antoine Armand, hrabě de Gramont (1908–1943), hrdina francouzského odboje, vnuk Agénora de Gramont (1819–1880), vévody de Gramont a knížete de Bidache.
- Philippe Agénor Marie Antoine de Gramont (1917–1940), syn Louise Reného de Gramont, hraběte de Gramont, rytíře Řádu čestné legie.
- Marguerite Corisande Alexandrine Marie de Gramont (1920–1998), baronka de Gunzbourg, dcera hraběte de Gramont, důstojníka Čestné legie a nositele Válečného kříže.
- René Armand Antoine de Gramont (1927–2004), syn Louise Reného de Gramont, hraběte de Gramont.
- François Marie Louis Antoine de Gramont (1931–1955), syn Louise Reného de Gramont, hraběte de Gramont.
- Sanche de Gramont (1932–2023), syn Gabriela Antoine Armanda, se vzdal svých titulů a stal se naturalizovaným občanem Spojených států amerických pod jménem Ted Morgan.
- Arnaud François Louis Victurnien de Gramont (1960– ), syn hraběte Reného de Gramont (1927–2004), fotograf.

## Galerie

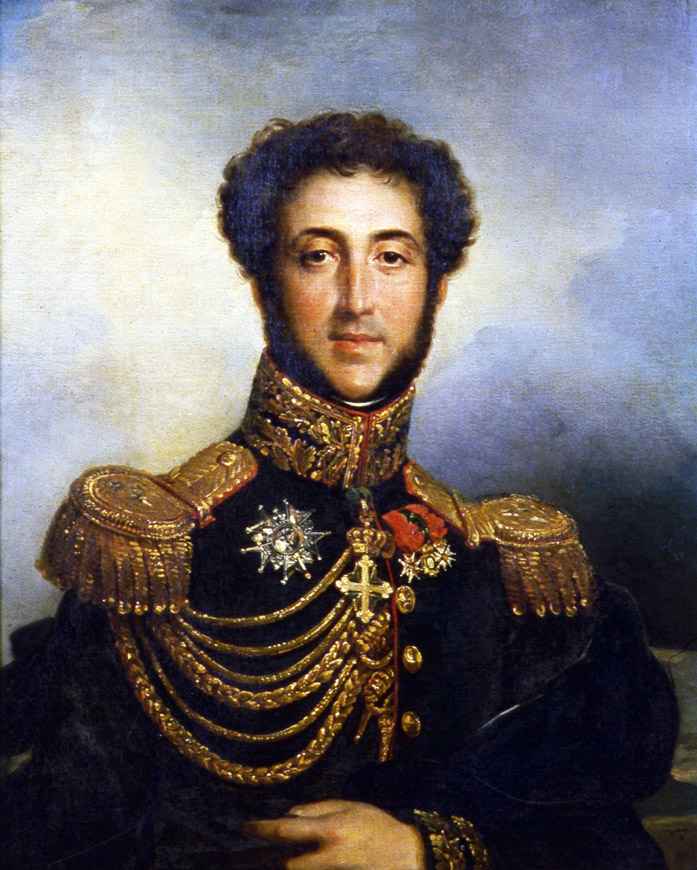
Héraclius de Gramont, 9. vévoda z Gramontu, od Françoise Gérarda, mezi lety 1810 a 1855
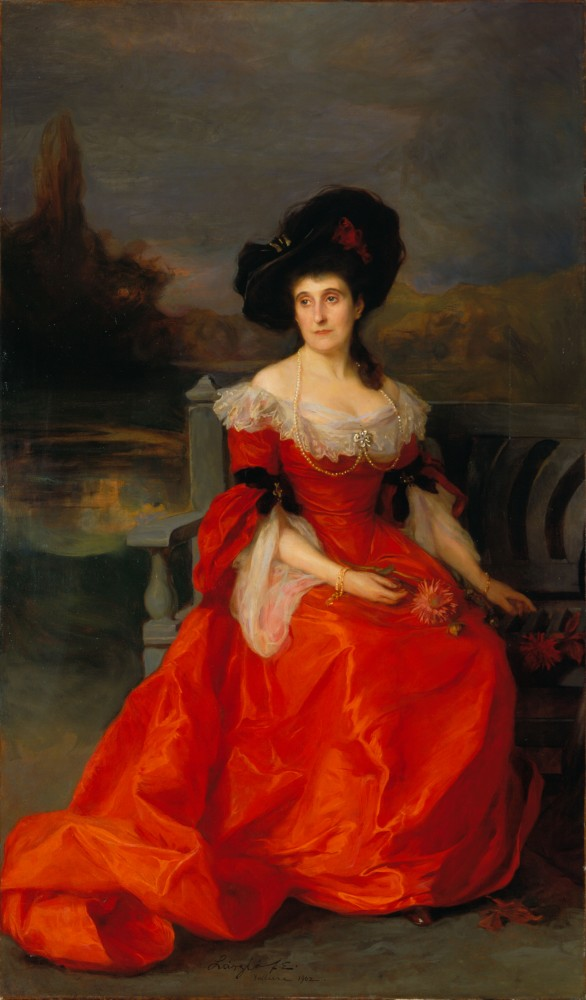
Marguerite de Rothschild (druhá manželka 11. vévody z Gramontu), od Philipa de László, 1902
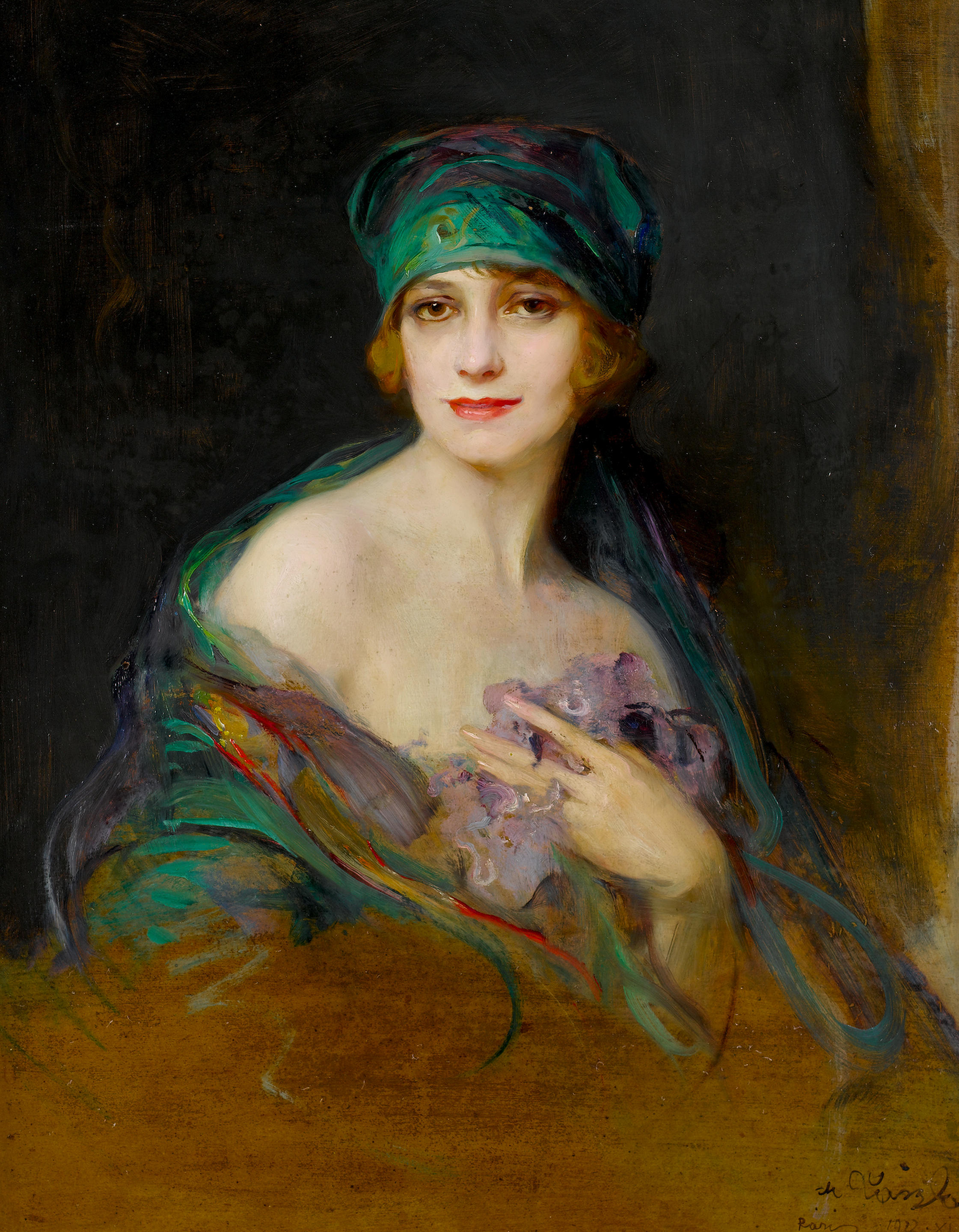
Princezna Marie Ruspoli (třetí manželka 11. vévody z Gramontu), od Philipa de László, 1922
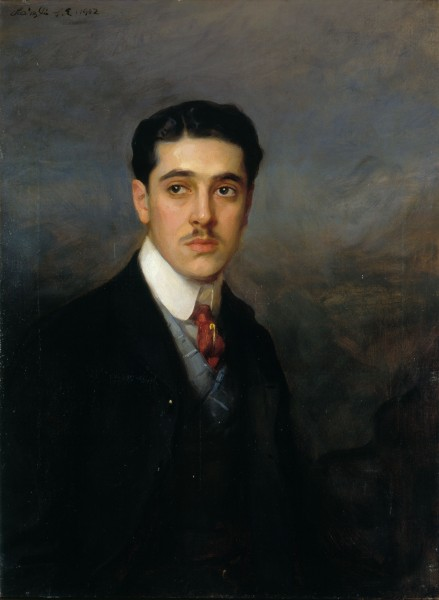
Louis-René de Gramont, 12. vévoda z Gramontu, od Philipa de László, 1902
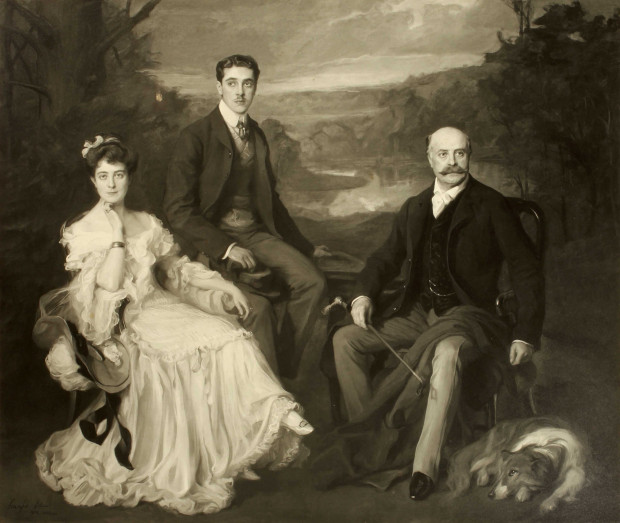
Vévodkyně Alžběta de Clermont-Tonnerre, hrabě Louis-René de Gramont a Vévoda Agénor de Gramont, od Philipa de László, 1902
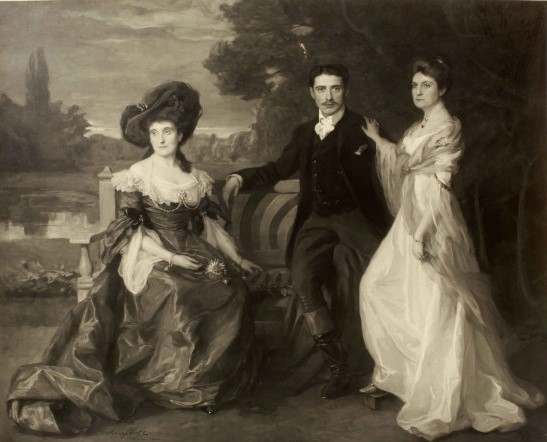
Vévodkyně Marguerite de Gramont, Armand, vévoda z Guiche a Corisande de Gramont, od Philipa de László, 1902